# Фридль, Рене
Рене Фридль (нем. René Friedl, 17 июля 1967, Фридрихрода, Тюрингия) — немецкий саночник, выступавший за сборные ГДР и Германии в конце 1980-х — начале 1990-х годов. Участник зимних Олимпийских игр в Альбервиле, чемпион мира и Европы, многократный призёр национального первенства.

## Биография
Рене Фридль родился 17 июля 1967 года в городе Фридрихрода, федеральная земля Тюрингия. Активно заниматься санным спортом начал в середине 1980-х годов, вскоре прошёл отбор в национальную сборную и стал принимать участие в различных международных стартах, показывая довольно неплохие результаты. Так, по окончании всех этапов Кубка мира сезона 1986/87 расположился в мировом рейтинге сильнейших саночников на второй строке. В 1987 и 1989 годах, кроме того, был вице-чемпионом первенства ГДР, а на чемпионате мира в Винтерберге получил серебряную медаль в программе состязаний смешанных команд. На чемпионате Европы 1990 года в австрийском Иглсе завоевал золото, два года спустя на европейском первенстве в Винтерберге выиграл золотые медали сразу в двух дисциплинах, в мужском одиночном разряде и среди смешанных команд.
Благодаря череде удачных выступлений Фридль удостоился права защищать честь страны на зимних Олимпийских играх 1992 года в Альбервиле, однако в итоге финишировал там только восьмым. На чемпионате мира 1993 года в канадском Калгари завоевал медаль высшего золотого достоинства, став чемпионом мира. Последним крупным международным стартом для него оказалось европейское первенство 1994 года в Кёнигсзее, где он пополнил медальную коллекцию ещё одной серебряной наградой. Конкуренция в сборной сильно возросла, и, не сумев пробиться на следующую Олимпиаду, Рене Фридль принял решение завершить карьеру профессионального спортсмена, уступив место молодым немецким саночникам.
В ходе своей спортивной карьеры Фридль успел окончить Государственный спортивный институт в Кёльне, поэтому после ухода из большого спорта, пошёл работать тренером. Сначала тренировал саночников федеральной земли Северный Рейн-Вестфалия, потом получил должность помощника главного тренера немецкой сборной, а с сезона 2005/06 по настоящее время возглавляет национальную команду Австрии. На этом поприще тоже добился неплохих результатов, например, его подопечные братья Андреас и Вольфганг Лингеры ужа давно удерживают лидерство в мужских двухместных санях.